# Anderson Bruford Wakeman Howe
Az Anderson Bruford Wakeman Howe egy progresszív rock-formáció. Tagjai Jon Anderson énekes, Bill Bruford dobos, Rick Wakeman billentyűs és Steve Howe gitáros voltak. Ezek a Yes-tagok a korai 1970-es években együtt játszottak a Yesben, akkor, amikor az együttes a fénykorát élte. Az Anderson Bruford Wakeman Howe egyetlen stúdióalbumot bocsátott ki (1989-ben), melynek címe Anderson Bruford Wakeman Howe.

## Története
Bár azok után, hogy a Yes a nyolcvanas években felforgatott felállásban játszott, és emiatt Anderson újra akarta egyesíteni a klasszikus felállást, az újraegyesülés csak az 1992-es Unionon sikerült.
Az ok, hogy a négyes nem Yes-ként játszott, az az, hogy a név annak idején Chris Squire, Howe, Alan White és Anderson közös jogtulajdona volt, de White és Squire Tony Kaye-jel és Trevor Rabinnal folytatták a Yest (sőt, elvileg Anderson is tagja volt ez idő tájt a zenekarnak).
Anderson eleinte a The Affirmative nevet javasolta, felvetődött a No lehetőség is, de végül amellett döntöttek, hogy az Emerson, Lake & Palmer mintájára a tagok nevét kapja az együttes. Hiába kritizálták ezt a nevet, miszerint úgy hangzik, mintha egy könyvelési cég lenne, a zenészek maradtak az elgondolásnál.

## Diszkográfia
- Anderson Bruford Wakeman Howe (1989, stúdióalbum)
- An Evening of Yes Music Plus (1993, koncertalbum)